# Heliophila pectinata
Heliophila pectinata är en korsblommig växtart som beskrevs av William John Burchell och Dc. Heliophila pectinata ingår i släktet solvänner, och familjen korsblommiga växter. Inga underarter finns listade i Catalogue of Life.